# خافيير مارغاس
خافيير لوسيانو مارغاس لويولا (إسبانية: Javier Margas؛ مواليد 10 مايو 1969 في سانتياغو) هو لاعب كرة قدم تشيلي دولي سابق كان يلعب كمدافع. سبق له أن لعب في كأس العالم لكرة القدم مع منتخب بلاده. لعب خلال مسيرته 221 مباراة سجل خلالها 14 هدفاً.

## مسيرته الكروية
لعب خافيير مارغاس خلال مسيرته الاحترافية مع 4 أندية في خمسة عشر موسمًا وسجل خلالها 14 هدفًا ضمن 220 مباراة. حيث فاز في خمسة مواسم بالكأس وفي ستة مواسم بالدوري.
خاض خافيير مارغاس مسيرته مع نادي كولو-كولو في موسم 1988 في المرة الأولى ليلعب معه ثمانية مواسم ثم ما بين عامي 1996 و1997 لمدة موسم واحد، مشاركًا طوالها في 167 مباراة سجل خلالها 10 أهداف. ثم انتقل إلى نادي أمريكا في موسم 1995–96 لمدة موسم واحد، حيث شارك في 8 مباريات سجل خلالها هدفًا واحدًا. لينتقل بعدها إلى نادي أونيفرسيداد كاتوليكا في عامي 1997-1999 ولمدة موسمين، مشاركًا في 21 مباراة سجل خلالها هدفين. ثم انتقل إلى نادي وست هام يونايتد في موسم 1998–99 واستمر معه طيلة ثلاثة مواسم، مشاركًا في 24 مباراة سجل خلالها هدفًا واحدًا.

## روابط خارجية
- خافيير مارغاس على موقع الاتحاد الدولي (مؤرشف)  (الإنجليزية)
- خافيير مارغاس على موقع الاتحاد الأوربي (الإنجليزية)
- خافيير مارغاس على موقع قاعدة بيانات كرة القدم.إي يو (الإنجليزية)
- خافيير مارغاس على موقع ناشيونال فوتبول تيمز (الإنجليزية)
- خافيير مارغاس على موقع Soccerway.com (الإنجليزية)
- خافيير مارغاس على موقع عالم كرة القدم.نت (الإنجليزية)